# Коронавірусна хвороба 2019 у Сомаліленді
Епідемія коронавірусної хвороби 2019 у Сомаліленді — це поширення пандемії коронавірусної хвороби 2019 на територію самопроголошеної республіки Сомаліленд, що є частиною Сомалі. Перший випадок хвороби у самопроголошеній республіці зареєстровано 31 березня 2020 року. Станом на 16 серпня 2021 року в Сомаліленді було зареєстровано 4703 випадків хвороби та 319 смертей, проведено 68206 тестувань на коронавірус.

## Передумови
Сомаліленд — невизнана країна на Африканському розі. Його дипломатична ізоляція ускладнила економічний розвиток самопроголошеної республіки та спричинила відставання системи охорони здоров'я. Проте, незважаючи на це, у Сомаліленді успішно застосовано активний підхід до боротьби з поширенням хвороби. Після того, як Всесвітня організація охорони здоров'я оголосила COVID-19 глобальною надзвичайною ситуацією у галузі охорони здоров'я, уряд Сомаліленду створив національну робочу групу для координації зусиль щодо раннього виявлення, нагляду, передачі інформації про можливе інфікування та контролю за поширенням інфекції. Окрім того, президент, міністр релігійних справ та міністр освіти спільно працювали над розробкою заходів боротьби з поширенням хвороби. Релігійні діячі використовували п'ятничні проповіді для поширення інформації про хворобу. Перехресне співробітництво було ключовим для стримування місцевого поширення інфекції та забезпечення єдиної реакції на епідемію хвороби. Заходи Сомаліленду для подолання епідемії також служать зразком не тільки для Африканського Рогу, але й для Близького Сходу. Зокрема, в Ірані та Іраку відсутність координації з релігійними діячами спричинила широке поширення коронавірусної хвороби. У Сомаліленді такого явища не було. Спостерігається нестача ліжок інтенсивної терапії та іншого медичного обладнання. Проте Всесвітня організація охорони здоров'я співпрацює з урядом Сомаліленду.

## Хронологія
31 березня міністр охорони здоров'я Сомаліленду підтвердив, що виявлено перші 2 випадки коронавірусної хвороби в Сомаліленді. Ці дві особи були серед 3 зареєстрованих підозр на хворобу, які знаходились у карантині, а їх біоматеріал було відправлено за кордон для тестування.
Зареєстровано непідтверджені розповіді сільських жителів про грипоподібну хворобу, яка буцімто циркулювала в Сомаліленді з кінця березня 2020 року, подібної якої жителі цієї місцевості ніколи раніше не спостерігали; проте оповідачі заявили, що смертельних випадків цієї хвороби не було.
Президент Сомаліленду Муза Біхі Абді дав розпорядження генеральному прокурору звільнити 574 ув'язнених на всій території Сомаліленду.
Перші 5 підтверджених випадків коронавірусної хвороби були зареєстровані до 20 квітня. Наступного тижня був підтверджений ще один випадок хвороби.
До 18 травня було зареєстровано 121 випадок хвороби та 9 смертей. За 10 днів загальна кількість випадків зросла до 225, а кількість смертей зросла до 16.
До середини вересня в Сомаліленді було зареєстровано 934 випадки хвороби та 31 смерть. На 25 жовтня було зареєстровано 1077 випадків хвороби та 36 смертей.
На 15 грудня в Сомаліленді було зареєстровано понад 1200 випадків хвороби та 42 смерті.
На 8 лютого 2021 року в Сомаліленді було зареєстровано 1430 випадків хвороби.

## Заходи боротьби з поширенням хвороби
Міністр охорони здоров'я Сомаліленду Омар Алі Абділлахі створив національну робочу групу для боротьби з поширенням коронавірусної хвороби. Школи та офісні компанії на всій території Сомаліленду були закриті, заборонені громадські заходи та зібрання, а транспортне сполучення та поїздки обмежені. З 19 березня 2020 року вступили в дію спеціальні карантинні настанови, видані урядом Сомаліленду терміном на один місяць. Установи, де проводили жування ката наказано закрити, видано також спеціальні вказівки щодо роботи мечетей. Початкове рішення уряду закрити мечеті на чотири тижні було скасовано після тиску релігійних лідерів. Заборонено транспортне сполучення та прибуття осіб з Китаю, Ірану, Італії, Франції, Кенії, Сомалі, Південної Кореї та Іспанії. Проте авіасполучення з Ефіопією підтримувалось через міжнародний аеропорт Егал у Харгейсі, оскільки це залишилось єдиним зв'язком Сомаліленду з рештою світу.
У квітні 2020 року муніципалітет Харгейси виселив 289 домогосподарств з ринку Гобанімо та району 26 червня для забезпечення заходів соціального дистанціювання в перенаселених районах.
20 травня 2020 року міністерство освіти і науки Сомаліленду повідомило, що іспити для учнів від 1 до 11 класів будуть скасовані, натомість їх успішність оцінюватимуть за результатами останніх трьох семестрів, проте остаточне закінчення навчання в середніх школах відбуватиметься у липні 2020 року, як було заплановано раніше, із проведенням необхідних профілактичних заходів.
Міністерство охорони здоров'я Сомаліленду вжило заходів для проведення просвітницьких заходів для населення щодо інформування про пандемію коронавірусної хвороби.
Президент Сомаліленду Муза Біхі Абді помилував 574 ув'язнених і наказав їх звільнити для запобігання поширення коронавірусної хвороби у в'язницях.
31 січня 2022 року Сомаліленд отримав від Тайваню 150 тисяч доз вакцини MVC проти COVID-19.

## Оцінка заходів
Американський історик Майкл Рубін високо оцінив ефективність боротьби з коронавірусною хворобою в Сомаліленді, незважаючи на його дипломатичну ізоляцію та відсутність міжнародної допомоги, зробивши порівняння з боротьбою з епідемією COVID-19 на Тайвані.